# ジョゼ (バンド)
ジョゼ（joze）は、日本のバンドである。2010年結成。2018年活動終了。

## メンバー
- 羽深 創太（はぶか そうた） - ボーカル、ギター担当。
- 中神 伸允（なかがみ のぶみつ） - ドラム、コーラス担当。

### 旧メンバー
- 森 卓也  (もり たくや)初代ベーシスト。2014年5月脱退。羽深と中神と明治学院大学内の軽音サークルで出会った。2018年のラストライブに参加した。
- 吉田 春人（よしだ はると） 森が脱退した直後に加入。誕生日はバレンタインデー（2月14日）出身は新潟、育ちは横浜。ベイスターズと少女漫画を愛す。物販に立つことが多かった。2018年の初旬に脱退。なお、ラストライブには参加していない。

## 来歴

### 2010年
Vo.& Gt.羽深 創太、Ba.森卓也、Dr.中神 伸允の３人で結成。6月より下北沢、渋谷を中心にライブ活動開始。

### 2012年
3月
demo mini album「weekend」をリリース。
初の自主企画『小声で云うハローvol.1』を開催。(＠渋谷club乙)

### 2013年
12月
カフカ×渋谷club乙コンピレーション「pluse」に“Tenderness of tomorrow”で参加。
3月
MUSICA鹿野氏主催“音小屋”のイベント「音小屋の灯」に出演。(@新木場 STUDIO COAST)
5月
1st mini album「Aquarium」を初全国リリース。
自主企画『小声で云うハローvol.2』を開催。(@下北沢ERA)
Aquarium Release Tourを敢行。
6月
ツアーファイナルとして渋谷club乙で初のワンマンライブを開催。
11月
2nd mini album「Nocturne」をリリース。
自主企画『小声で云うハローvol.3』を開催。(＠下北沢SHELTER)
Release Tour『湖がぶ飲みツアー2013』を敢行。

### 2014年
1月
渋谷O-Crestにてツアーファイナルワンマン公演を開催。
5月
自主企画『小声で云うハローvol.4』を開催。(＠TSUTAYA O-Crest)
それを以ってBa.森が脱退。
6月
新メンバーBa.吉田春人が加入。
9月
新体制初となるワンマンライブ『群青パレット』を開催。
10月
『MEGA★ROCKS 2014』に出演。
12月
自主企画『小声で云うハローvol.5』を開催。(shibuya eggmanにて)

### 2015年
1月
1st full album「Sekirara」をリリース。
同月より全国17箇所でRelease Tour『ONLY (Y)OURS TOUR 2015』を敢行。
4月
渋谷eggmanにてツアーファイナルワンマン公演を開催。

### 2016年
3rd Mini Album 「YOUNGSTER」リリース。
4th Mini Album「honeymoon」リリース。

### 2017年
ワンマンツアー「7th Gradation」を開催。
　　東名阪企画「to Fantastic city」を開催。

### 2018年
吉田春人が脱退。
10月、下北沢ERAにてラストライブ「ユートピアの生活」を最後に活動を終了。

## ディスコグラフィー

### デモ
- 1st demo(廃盤)
- 2nd demo「swimming.EP」(廃盤)
- demo mini album「weekend」(廃盤)

### 参加作品
| 発売日         | タイトル                                        | 規格品番 | 収録曲                   |
| -------------- | ----------------------------------------------- | -------- | ------------------------ |
| 2012年12月05日 | カフカ x club 乙 コンピレーションアルバム pulse | DQC-9025 | 5.Tenderness of tomorrow |

## ミュージックビデオ
| 監督     | 曲名                                                          |
| 新井貴博 | 「Gravity Sky」                                               |
| 脇坂侑希 | 「ハートソルジャー」                                          |
| 不明     | 「セピアの海で」「ユートピアの生活」「溺れる」「(ex.)傍観者」 |

## 主なライブ

### ワンマンライブ・主催イベント
- 2013年 - ジョゼ Nocturne release tour「湖がぶ飲みツアー2013」
- 2014年05月30日 - ジョゼ presents『小声で云うハロー vol.4』
w/T.S.R.T.S / イツエ / オモイメグラス
- 2014年09月18日 - ジョゼ new style ONE-MAN「群青パレット」
- 2015年01月27日〜03月24日 - 1st Full Album「Sekirara」Release Tour

ONLY (Y)OURS TOUR 2015
- 2015年01月29日〜03月07日 - ジョゼ「NEW ALBUM『Sekirara』発売記念ミニライブ＆サイン会」
- 2015年04月04日 - 1st Full Album『Sekirara』Release One-man ONLY (Y)OURS TOUR 2015
- 2015年11月21日〜12月05日 - ジョゼ Presents「曇りのちAmazing!!」
w/deronderonderon / The cold tommy / アンテナ / The Cheserasera / Halo at 四畳半
- 2016年02月05日〜04月02日 - ジョゼ 3rd mini album「YOUNGSTER」release tour Y.M.C.A. 2016
w/ドラマストア / GOOD BYE APRIL / asayake no ato / 最悪な少年 / nicoten / the quiet room / Marry Che-LIE / Halo at 四畳半 / The Cheserasera / tonetone / Nice to eat you / Vianka / phonon

### 出演イベント
- 2012年05月25日 - 針と糸 vol.4
- 2012年08月12日 - indigo la End「エノンの恋人 vol.2」
- 2013年02月24日 - DISK GARAGE MUSIC MONSTERS -2013 winter-
- 2013年03月02日 - 音小屋の灯--ロックと共に生きる僕らのフェス
- 2013年03月23日 - megu presents サンガツvol.5
- 2013年10月14日 - MINAMI WHEEL 2013
- 2013年12月22日 - ぼくたちの地図
- 2014年03月06日 - CoolRunnings presents 響心Ⅴ
- 2014年06月08日 - SAKAE SP-RING 2014
- 2014年10月04日 - MEGA★ROCKS 2014
- 2014年10月11日 - MINAMI WHEEL 2014
- 2015年01月30日 - Make a wave
- 2015年03月14日 - TENJIN ONTAQ 天神音たく
- 2015年05月31日 - reading note 19200 LIVE TOUR 2015
- 2015年06月06日 - SAKAE SP-RING 2015
- 2015年06月07日 - アンテナ 2nd mini album『バースデー』リリースツアー×しーらいナイトvol9
- 2015年07月15日 - 「coup d'Etat」
- 2015年08月27日 - ARCHAIC RAG STORE "After the Drawing" Tour Final
- 2015年09月06日 - それでも世界が続くなら present 反撃フェスティバルの心の準備の日
- 2015年09月09日 - LONGMAN tour 2015『tick』
- 2015年10月10日 - MINAMI WHEEL 2015
- 2015年10月25日 - サルベージ計画 vol.1
- 2016年01月20日 - LIVE SUPERNOVA110.
- 2016年03月05日 - 白 vol.3 特別篇 ～Vianka 1st EP『片方だけのシンパシー/カゴメ』& ジョゼ 3rd Mini Album『YOUNGSTER』Release Tour 2016…ってかThe Cheseraseraも札幌レコ発!～
- 2016年03月12日 - TENJIN ONTAQ 2016
- 2016年04月22日 - タワヒロは見た Vol.13
- 2016年05月05日 - GOLD RUSH2016
- 2016年05月27日 - F THE ROCKS vol.3
- 2016年05月30日 - フィッシュライフ 2nd mini album「Exhibition」Release Tour 『デッドオアキミトアライヴ』 ～高崎編～ supported by 大ナナイト
- 2016年06月04日 - SAKAE SP-RING 2016
- 2016年06月05日 - 百万石音楽祭 2016～ミリオンロックフェスティバル～
- 2016年06月10日 - 「L'Heure Bleue」
- 2016年06月23日 - オワリカラ Major 1st Album『ついに秘密はあばかれた』リリースツアー
- 2016年06月26日 - OTOSATA ROCK FESTIVAL 2016
- 2016年07月01日 - フィッシュライフ 2nd mini album「Exhibition」Release Tour『デッドオアキミトアライヴ』～名古屋編～
- 2016年07月02日 - 見放題2016
- 2016年08月25日 - RADIO BERRY ベリテンライブ 2016 ～HEAVEN'S ROCK Utsunomiya VJ-2～
- 2016年09月18日 - TOKYO CALLING 2016
- 2016年10月08日 - MINAMI WHEEL 2016
- 2016年10月14日 - No Maps presents Sapporo Neutral 2016